# Hebesack

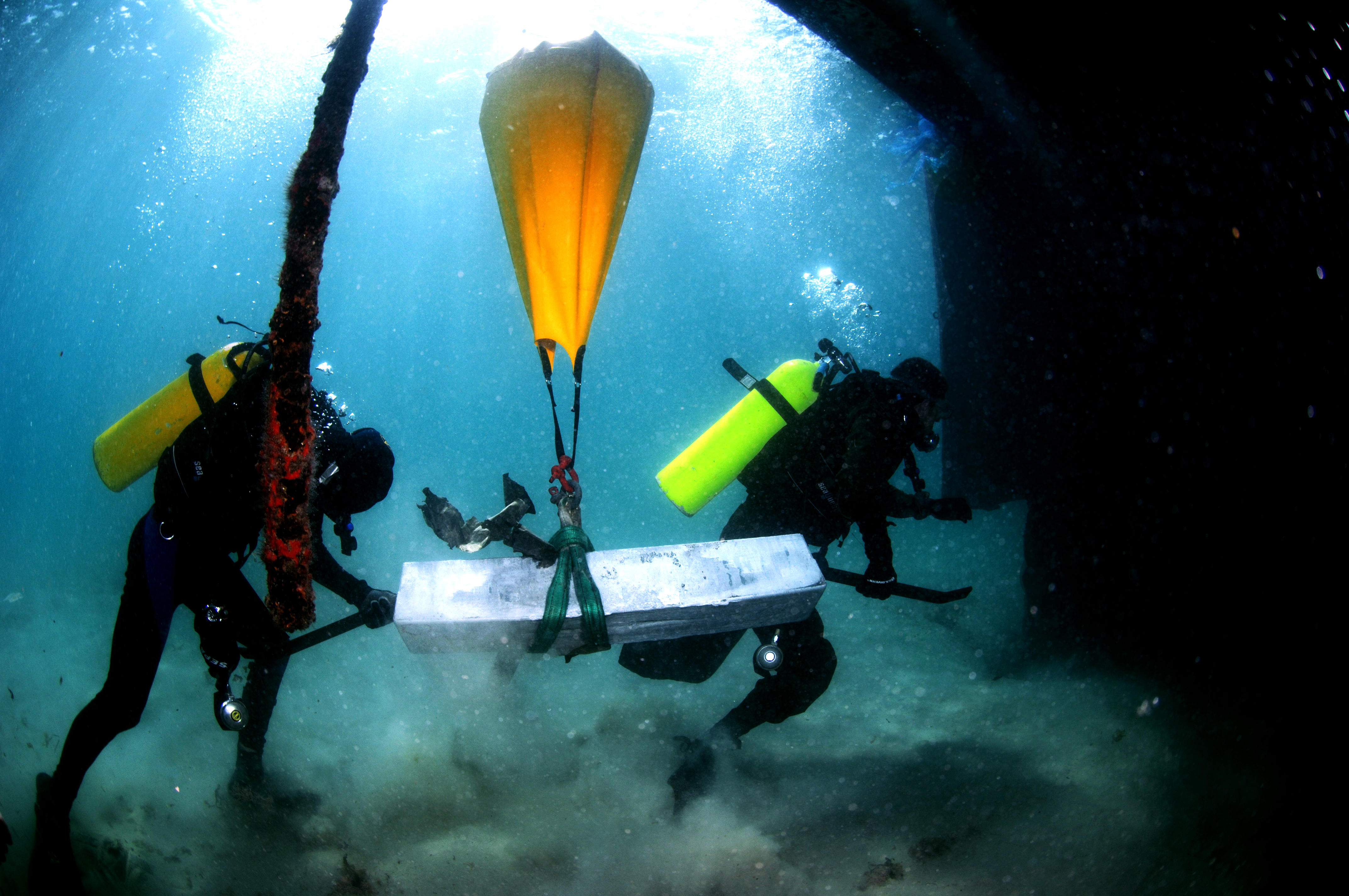
Offener Hebesack im Einsatz

Ein Hebesack dient zum Anheben von Gegenständen unter Wasser und dem Transport bis an die Oberfläche. Dabei wird dieser mit normaler Atemluft aufgefüllt und steigt aufgrund der geringeren Dichte von Luft an die Wasseroberfläche, sobald die Auftriebskraft das anhängende Gewicht übersteigt. Je nach Größe und Ausführung wird dazu eine separate Pressluftflasche verwendet, die ausschließlich für diesen Zweck mitgeführt wird oder der Hebesack wird unter Verwendung des Oktopus befüllt. Das zweite Verfahren findet vor allem bei kleineren Hebesäcken im Bereich bis  etwa 100 Liter Auftriebsvolumen Anwendung.
Die Ausdehnung der unter Umgebungsdruck stehenden Luft im Hebesack verursacht beim Aufsteigen durch den nachlassenden Umgebungsdruck eine weitere Auftriebszunahme, bis die Maximalfüllung des Hebesacks erreicht ist. Das beim weiteren Steigen durch weiter abnehmenden Umgebungsdruck zunehmende Volumen der Füllluft entweicht über die unten offene Konstruktion frei ins Wasser. Ein Platzen des Hebesacks ist somit ausgeschlossen.  Daher ist es zweckmäßig, den Hebesack von seiner Dimensionierung her so zu wählen, dass die Last erst bei Erreichen der Maximalfüllung angehoben wird. Durch die Auftriebskrafterhöhung bei Expansion besteht anderenfalls die Gefahr, dass der Hebesack erheblich an Auftrieb gewinnt, und unkontrollierbar bis an die Oberfläche durchschießt, anstatt langsam und kontrolliert zu steigen. Dies kann auch die Folge haben, dass der Hebesack an der Oberfläche erheblich an Luft verliert und dann samt der angehängten Last mit hoher Geschwindigkeit wieder absinkt und dabei eine Gefahr für (z. B. die sich darunter befindenden Taucher) darstellt. Zur Vermeidung von unkontrollierten Aufstiegen besitzen viele Hebesäcke über ein einfaches Ventil, mit dem überflüssige Luft beim Aufstieg abgelassen werden kann.
Es sind Hebesäcke in verschiedensten Größen in Verwendung, beispielsweise kann ein Hebesack mit einem Volumen von 100 l unter Wasser einen Gegenstand mit einem Gewicht von 100 kg heben. Hebesäcke werden vorwiegend von Feuerwehren, dem THW und Wasserrettungsorganisationen, aber auch von Privatpersonen verwendet.

Im Bereich des technischen Tauchens finden Hebesäcke, dort oft mit dem englischen Begriff Liftbag bezeichnet, Anwendung als Ersatz für die sonst oft verwendeten Signalbojen. Da Liftbags eine bessere Stabilität an der Oberfläche und eine höhere Tragkraft aufweisen, werden diese beim technischen Tauchen zum Teil schon in großen Tiefen gesetzt, um die Leine, die dabei von einer Spule abgerollt wird als Aufstiegsreferenz und Halteleine für Dekompressionsstops zu verwenden.

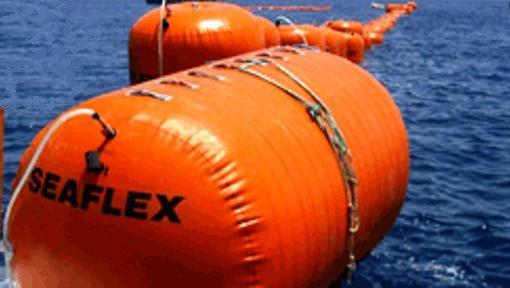
Geschlossener Hebesack
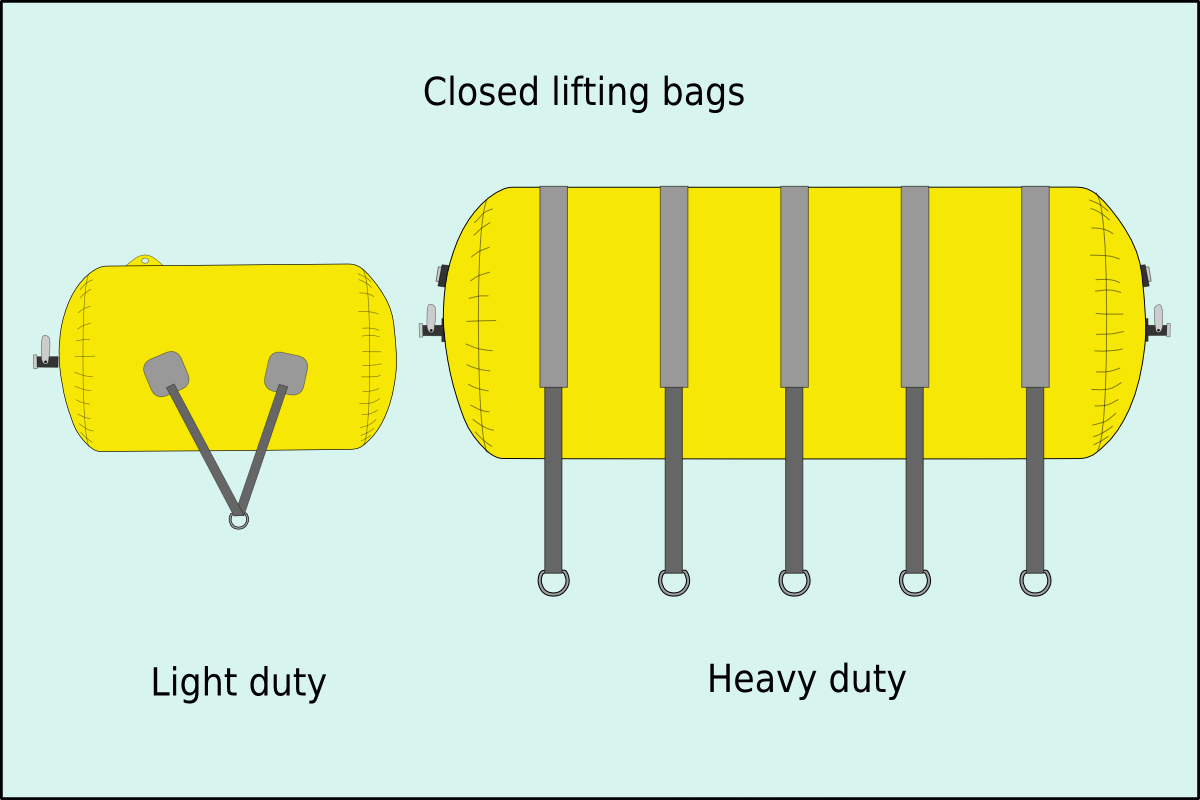
Geschlossene Hebesäcke für leichte und schwere Lasten
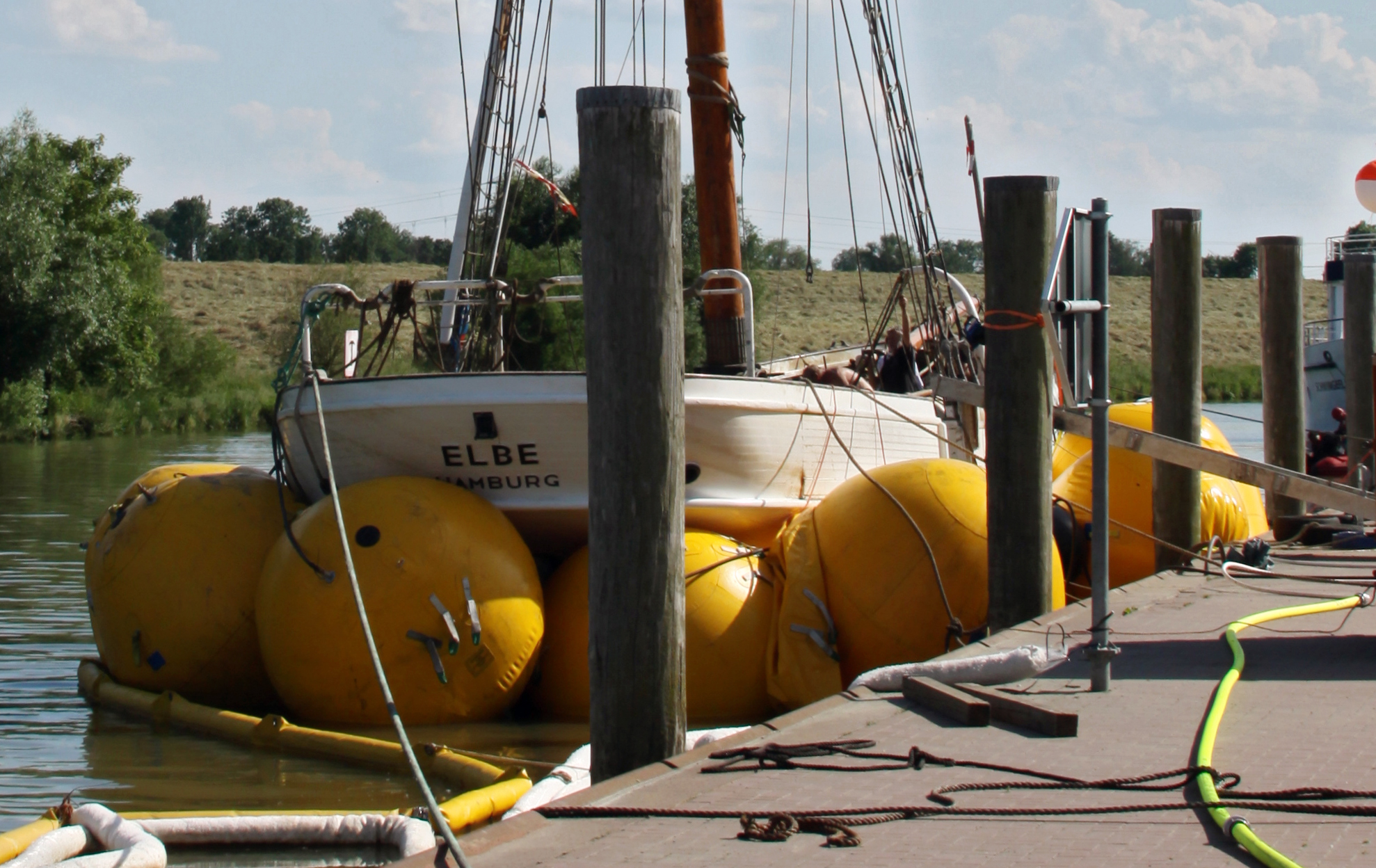
Bergung der No. 5 Elbe mit Hebesäcken
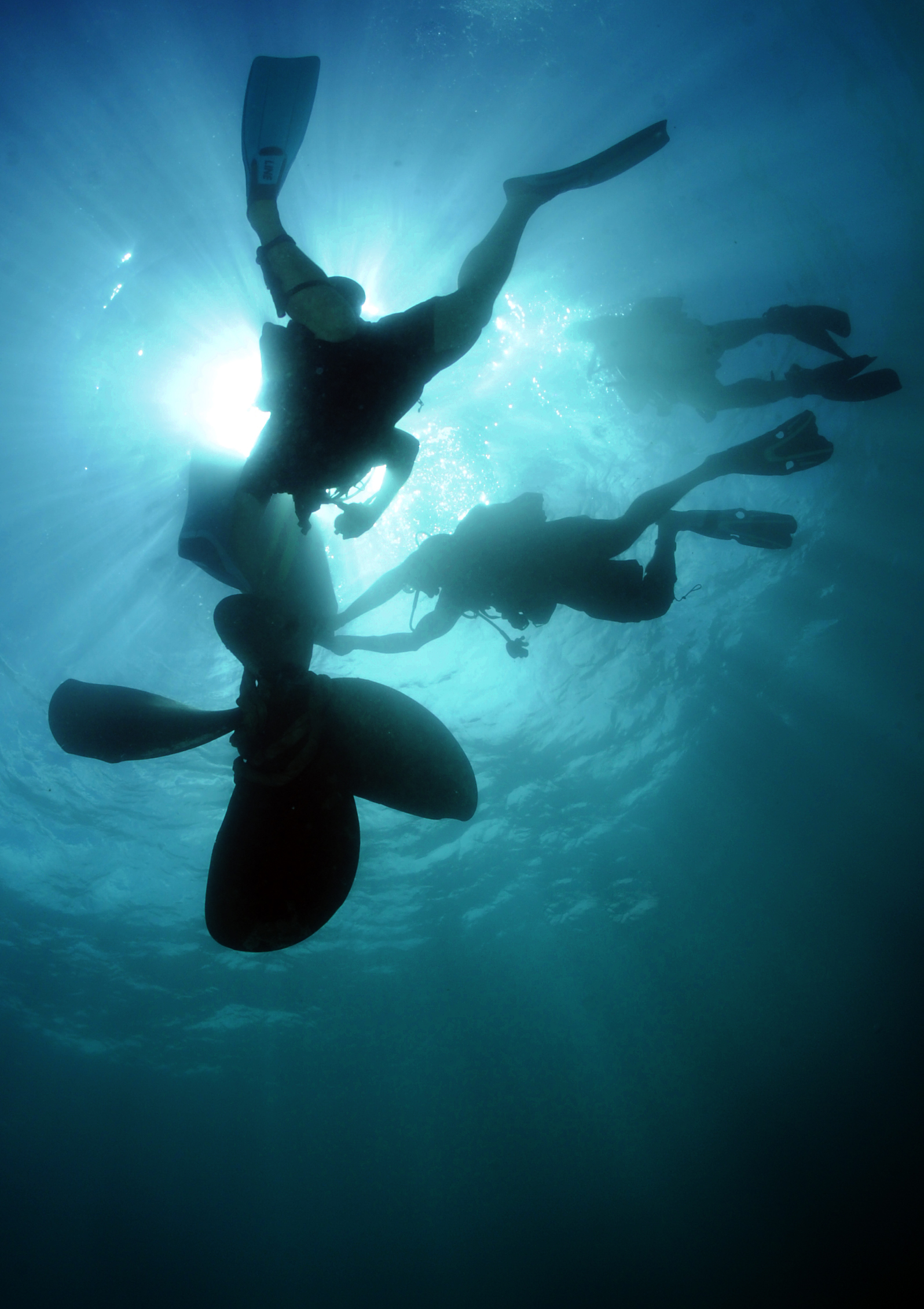
Bergung eines Schiffspropellers mittels Hebesack